# Claude Covassi
Pour les articles homonymes, voir Beatrice Covassi.
Claude Covassi, né le 19 mars 1970 et mort le 8 février 2013, est un informateur du service secret suisse.

## Biographie

### Indicateur de police et condamnations
Il est enseignant de boxe thaïe.
Il travaille tout d'abord au sein de la police genevoise comme agent provocateur et comme indicateur dans le domaine du trafic de stupéfiant.
Il est reputé avoir empêché un attentat à l'aéroport de Genève sur un avion de la compagnie israélienne El Al en décembre 2005.
En avril 2006, il est condamné à 8 mois de prison avec sursis pour trafic d'anabolisants en 2002 durant les leçons de boxe thaï qu'il donnait.

### Opération Memphis
En 2004, il est recruté par le biais de la Police cantonale genevoise pour le service d'analyse et de prévention (fusionné en 2010 avec le Service de Renseignement Stratégique au sein du Service de Renseignement de la Confédération) pour espionner le Centre islamique de Genève pour l’opération Memphis.
De son nom de code «Menès» pour les services qui l’ont recruté en 2004, il doit glisser des documents dans l’ordinateur du Centre islamique, qui attesteraient d’un lien entre Hani Ramadan et Al-Zawahiri, le numéro 2 d’Al-Qaida, c’est à dire réaliser un kompromat. Mais sprès d’être converti à l’islam, il se sent en contradiction avec sa foi islamique, s'étant converti d'abord sur ordre, puis sincèrement. Il révèle alors l'inverse, des éléments musulmans manipulés servent de faux-nez à des services de renseignement pour faire des attentats. Le 11 décembre 2006, il informe Hani Ramadan de sa mission.
En 2006, Il déclenche l'affaire médiatique de l'Opération Memphis mettant en cause Hani Ramadan.
Le 8 mai 2006, son cas fait l'objet d'une interpellation au Conseil national par le député Ueli Leuenberger.
Le 18 décembre 2006, quelques jours après la première audition de l'ancien informateur, le conseiller national Ueli Leuenberger s'est fait voler sa mallette sur le quai de la gare, à Genève. A l'intérieur, son ordinateur portable, une pile de courriers à son nom et les documents que lui avait remis Claude Covassi. Leuenberger organise une rencontre entre Covassi et Dick Marty. Un autre parlementaire qui suit également le dossier, le conseiller national zurichois Daniel Vischer, président de la commission des affaires juridiques se fait lui aussi voler sa mallette
.
Après enquête de la commission de gestion du parlement, certains de ses dires ne sont pas prouvés.

### Après l’affaire
Il travaille ensuite quelques temps pour le Service de renseignement stratégique.
Par la suite, il est fondateur du site mecanopolis.org.
Il serait mort des suites d'un excès de stupéfiant chez un tiers,.